# Téléphone mobile (film)
Pour l'appareil électronique, voir Téléphone mobile.
Pour plus de détails, voir Fiche technique et Distribution.
Téléphone mobile (en chinois : 手机, pinyin : shŏujī) est un film chinois réalisé par Feng Xiaogang, sorti en 2003.

## Fiche technique
- Titre : Téléphone mobile
- Titre original : 手机 (Shou ji)
- Réalisation : Feng Xiaogang
- Scénario : Liu Zhenyun
- Musique : Liu Zhenyun et Su Cong
- Photographie : Zhao Fei
- Montage : Zhou Ying
- Production : Feng Xiaogang
- Société de production : Huayi Brothers Advertising, Taihe Film Investment, China Film Group Corporation et Columbia Pictures Film Production Asia
- Pays :  Chine
- Genre : Comédie dramatique
- Durée : 107 minutes
- Dates de sortie : 
  -  Chine : 18 décembre 2003

## Distribution
- Ge You : Yan Shouyi
- Xu Fan : Shen Xue
- Zhang Guoli : Fei Muo
- Fan Bingbing : Wu Yue
- Zhang Lu : Yu Wen Juan
- Kuie Zhao : Li Yan
- Xin Yang : Lu Gui Hua / Niu Cai Yun
- Yong Mei : Xiao Su
- Chu Mingzong : Yan Shouyi jeune